# Eric Meyer

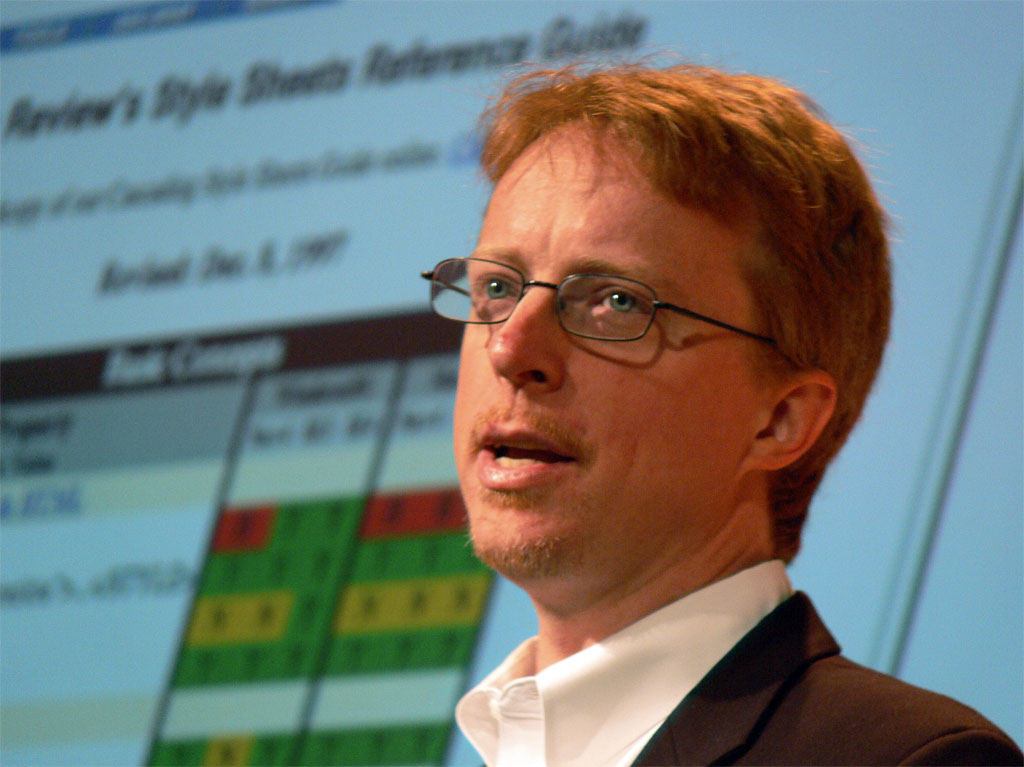
Eric Meyer en la conferencia @Media2006.

Eric A. Meyer, es un autor y consultor web estadounidense. Conocido por ser un gran promotor de los estándares web, especialmente hojas de estilo en cascada (CSS), una tecnología usada para la representación visual de los documentos HTML. Meyer ha escrito varios libros y artículos sobre CSS y ha hecho muchas presentaciones para la promoción de su uso.
En 2008, Meyer apoya una controvertida propuesta de Microsoft para Internet Explorer 8 en la que se daría compatibilidad a código HTML no válido y otros lenguajes etiquetados, lo cual generó mucha polémica y críticas entre la comunidad de desarrolladores web.

## Educación y carrera
Meyer se graduó en la universidad conocida como Case Western Reserve University (CWRU) en 1992, con un bachillerato de artes en historia y en otras áreas como inteligencia artificial, astronomía y lengua inglesa.
Desde al año 1992 al 2000, Meyer trabajó como jefe de Hypermedia Systems en CWRU. En el 2001 se unió a Netscape como jefe del área de aplicaciones de Internet, y allí se mantuvo hasta el 2003.
El 28 de julio de 2005, Eric Meyer otorgó al dominio público el formato S5.
En 2009, es consultor de Complex Spiral Consulting, y es miembro fundador de Global Multimedia Protocols Group.
Desde 2021 trabaja en la consultora gallega Igalia.